# Liste der Kulturdenkmale in Lörrach
In der Liste der Kulturdenkmale in Lörrach sind  Bau- und Kunstdenkmale der Stadt Lörrach einschließlich ihrer Teilorte verzeichnet, die im „Verzeichnis der unbeweglichen Bau- und Kunstdenkmale und der zu prüfenden Objekte“ des Landesamts für Denkmalpflege Baden-Württemberg verzeichnet sind. Dieses Verzeichnis ist jedoch nicht öffentlich und kann nur bei „berechtigtem Interesse“ eingesehen werden. Die folgende Liste ist daher nicht vollständig und beruht auf anderweitig veröffentlichten Angaben.
Diese Liste ist nicht rechtsverbindlich. Eine rechtsverbindliche Auskunft ist lediglich auf Anfrage bei der Unteren Denkmalschutzbehörde des Landkreises Lörrach erhältlich.

## Allgemein
- Bild: Zeigt ein ausgewähltes Bild aus Commons, „Weitere Bilder“ verweist auf die Bilder im Medienarchiv Wikimedia Commons.
- Bezeichnung: Nennt den Namen, die Bezeichnung oder die Art des Kulturdenkmals.
- Lage: Straßenname und Hausnummer oder Flurstücknummer des Kulturdenkmals, gegebenenfalls auch den Ortsteil. Die Grundsortierung der Liste erfolgt nach dieser Adresse. Der Link (Karte) führt zu verschiedenen Kartendiensten mit der Position des Kulturdenkmals. Fehlt dieser Link, wurden die Koordinaten noch nicht eingetragen. Sind diese bekannt, können sie über ein Tool mit einer Kartenansicht einfach nachgetragen werden. In dieser Kartenansicht sind Kulturdenkmale ohne Koordinaten mit einem roten bzw. orangen Marker dargestellt und können durch Verschieben auf die richtige Position in der Karte mit Koordinaten versehen werden. Kulturdenkmale ohne Bild sind an einem blauen bzw. roten Marker erkennbar.
- Datierung: Baubeginn, Fertigstellung, Datum der Erstnennung oder grobe zeitliche Einordnung entsprechend des Eintrags in der zuständigen Denkmaldatenbank (Landesamt für Denkmalpflege Baden-Württemberg).
- Beschreibung: Kurzcharakteristik des Kulturdenkmals.

## Kulturdenkmale nach Straßen

### B
| Bild           | Bezeichnung               | Lage                                          | Datierung                                  | Beschreibung | ID |
| -------------- | ------------------------- | --------------------------------------------- | ------------------------------------------ | --- | -- |
| Weitere Bilder | Hauptbahnhof              | Lörrach, Bahnhofstraße 1 (Karte)              | 1862                                       | fünfteiliger Baukörper, Fassade ist mit Hausteinen verkleidet, Walmdach |    |
|                | Hebelschule (Grundschule) | Lörrach, Bahnhofstraße 3 (Karte)              |                                            | | BW |
| Weitere Bilder | Amtsgericht               | Lörrach, Bahnhofstraße 4 (Karte)              | 1874                                       | von Jakob Friedrich Alois Hemberger als eines der größten Gebäude in Lörrach erbaut, mit aus der Schweiz stammendem Sandstein, stilistisch auf Renaissanceformen zurückgreift, hat den Palazzo della Cancelleria in Rom zum Vorbild. |    |
|                | Amtsgebäude               | Lörrach, Bahnhofstraße 6 (Karte)              |                                            | | BW |
| Weitere Bilder | Bahnhof Lörrach-Stetten   | Stetten, Basler Straße 26 (Karte)             | 1862                                       | |    |
|                | „Untere Villa Aichele“    | Lörrach, Baseler Straße 120 (Karte)           | um 1860                                    | Sachgesamtheit, Villa zweigeschossig und Mezzanin, flaches Walmdach, Nebengebäude, Park und Einfriedung | BW |
| Weitere Bilder | „Obere Villa Aichele“     | Lörrach, Baseler Straße 122 (Karte)           | 1861                                       | Sachgesamtheit, Villa eingeschossig mit Eckrisaliten und Mansarddach, Park mit historischer Wegführung und altem Baumbestand sowie Einfriedung mit aufwändige gestaltetem Tor.                                                       |    |
| Weitere Bilder | Dreiländermuseum          | Lörrach, Basler Straße 143 (Karte)            | 1755                                       | Spätbarockes Bauwerk |    |
| Weitere Bilder | Evangelisch Stadtkirche   | Lörrach, Basler Straße 145 (Karte)            | 1817                                       | Weinbrenner-Stil, Architekt: Wilhelm Frommel |    |
| Weitere Bilder | Stadtbibliothek           | Lörrach, Basler Straße 152 (Karte)            | 1911                                       | Das mehrgeschossigen Jugendstil-Eckhaus war ursprünglich ein Kaufhaus und wurde nach einem Umbau 1993 von der Stadtbibliothek Lörrach bezogen.                                                                                       |    |
| Weitere Bilder | Hans-Thoma-Gymnasium      | Lörrach, Baumgartnerstraße 28 (Karte)         | 1899                                       | |    |
|                | Umspannwerk               | Lörrach, Brombacher Straße 77, 79, 81 (Karte) | 19. Jahrhundert bis Anfang 20. Jahrhundert | Umspannwerk (dreigeschossig, Satteldach) mit zwei Werkswohnhäusern (zweigeschossig, Walmdach) der KWR, spätes 19. Jahrhundert bzw. 1. Viertel 20. Jahrhundert                                                                        | BW |
| Weitere Bilder | Burg Rötteln              | Haagen, Burg Rötteln 1 (Karte)                | 11. Jhd.                                   | Höhenburg, heute Ruine |    |

### F
| Bild           | Bezeichnung     | Lage                                     | Datierung | Beschreibung                | ID |
| -------------- | --------------- | ---------------------------------------- | --------- | --------------------------- | -- |
|                | Grundschule     | Tumringen, Freiburger Straße 310 (Karte) |           |                             |    |
| Weitere Bilder | Fridolinskirche | Stetten, Fridolingasse 15 (Karte)        | 1822      | Architekt: Christoph Arnold |    |
| Weitere Bilder | Kapelle         | Hauingen, Friedhofweg 12 (Karte)         |           | Friedhofskapelle            |    |

### G
| Bild           | Bezeichnung                 | Lage                                  | Datierung | Beschreibung         | ID |
| -------------- | --------------------------- | ------------------------------------- | --------- | -------------------- | -- |
| Weitere Bilder | St.-Elisabethen-Krankenhaus | Lörrach, Gretherstraße 15, 24 (Karte) |           | zwei Gebäudekomplexe |    |

### H
| Bild           | Bezeichnung | Lage                                | Datierung    | Beschreibung | ID |
| -------------- | ----------- | ----------------------------------- | ------------ | ------------ | -- |
| Weitere Bilder | St. Peter   | Lörrach, Haagener Straße 95 (Karte) | 1960er Jahre | moderner Bau |    |

### I
| Bild           | Bezeichnung           | Lage                                          | Datierung | Beschreibung                                     | ID |
| -------------- | --------------------- | --------------------------------------------- | --------- | ------------------------------------------------ | -- |
| Weitere Bilder | Stettener Schlösschen | Stetten, Inzlingerstraße/Schlossgasse (Karte) | 1666      | alemannisch: Stettemer Schlössli, 1738 erweitert |    |
|                | Waldorfschule         | Stetten, Inzlingerstraße 51 (Karte)           |           | mehrere Gebäude                                  | BW |

### K
| Bild           | Bezeichnung     | Lage                              | Datierung              | Beschreibung | ID+ |
| -------------- | --------------- | --------------------------------- | ---------------------- | --- | --- |
| Weitere Bilder | Heilige Familie | Stetten, Käppelestraße 16 (Karte) | 1967                   | Moderne römisch-katholische Kirche mit einer Saalkirche mit Satteldach und freistehendem Glockenturm. Seit 2016 profaniert. |     |
| Weitere Bilder | Villa Rustica   | Brombach, Keltenweg (Karte)       | 2. Jahrhundert n. Chr. | Grundmauern einer Römervilla, erbaut im 2. Jahrhundert n. Chr., entdeckt 1979                                               |     |
| Weitere Bilder | St. Ottilien    | Tüllingen, Kirchweg 108 (Karte)   | 12. Jahrhundert        | alt Dorfstraße 44, Kirche in Obertüllingen, Umbau 1637                                                                      |     |

### L
| Bild           | Bezeichnung      | Lage                                  | Datierung | Beschreibung                                                                          | ID |
| -------------- | ---------------- | ------------------------------------- | --------- | ------------------------------------------------------------------------------------- | -- |
| Weitere Bilder | St. Josef-Kirche | Brombach, Lörracher Straße 41 (Karte) | 1901      | dreischiffig, über Chor Dachreiter                                                    |    |
|                | Friedhof         | Brombach, Lörracher Straße 43 (Karte) | 1868      | Sachgesamtheit mit Friedhofskapelle (Saal mit Dachreiter), Hauptallee, Friedhofsmauer |    |
|                | Villa            | Lörrach, Luisenstraße 12 (Karte)      |           |                                                                                       | BW |
|                | Finanzamt        | Lörrach, Luisenstraße 14 (Karte)      |           | Verwaltungsgebäude                                                                    | BW |

### M
| Bild           | Bezeichnung            | Lage                                      | Datierung | Beschreibung | ID |
| -------------- | ---------------------- | ----------------------------------------- | --------- | --- | -- |
|                | KBC-Schornstein        | Lörrach, Marie-Curie-Straße 5 (Karte)     | 1921      | 85 Meter hoher Fabrikschornstein der Textilfabrik KBC Manufaktur Koechlin, Baumgartner & Cie. GmbH, heute KBC Fashion, dessen Eisenbetonteile durch ein besonderes, patentiertes Bauverfahren erstellt wurden. |    |
| Weitere Bilder | Schlossbergschule      | Haagen, Markgrafenstraße 40 (Karte)       |           | |    |
|                | Tagesklinik für Kinder | Lörrach, Markus-Pflüger-Straße 10 (Karte) |           | Objekt des St.-Elisabethen-Krankenhaus | BW |
|                | Psychotherapie         | Lörrach, Markus-Pflüger-Straße 12 (Karte) |           | Objekt des St.-Elisabethen-Krankenhaus | BW |
| Weitere Bilder | Alte Hellbergschule    | Brombach, Mulsowstraße 12 (Karte)         |           | |    |
| Weitere Bilder | Germanuskirche         | Brombach, Mulsowstraße 32 (Karte)         | 1479      | |    |

### R
| Bild           | Bezeichnung                | Lage                                   | Datierung | Beschreibung             | ID |
| -------------- | -------------------------- | -------------------------------------- | --------- | ------------------------ | -- |
|                | Psychiatrische Tagesklinik | Lörrach, Riesstraße 14 (Karte)         |           |                          | BW |
| Weitere Bilder | Röttler Kirche             | Tumringen - Rötteln, Rötteln 5 (Karte) | 1401      | älteste Kirche der Stadt |    |

### S
| Bild           | Bezeichnung        | Lage                                  | Datierung   | Beschreibung                                            | ID |
| -------------- | ------------------ | ------------------------------------- | ----------- | ------------------------------------------------------- | -- |
| Weitere Bilder | Brombacher Schloss | Brombach, Schopfheimer Straße (Karte) | 1885        | im Stil des Historismus erbaut,                         |    |
| Weitere Bilder | Fridolinschule     | Stetten, Schulstraße 59 (Karte)       | 1927        | Grundschule, zwei Gebäude im schrägen Winkel zueinander |    |
| Weitere Bilder | St. Nikolaus       | Hauingen, Steinenstraße 4 (Karte)     | Mittelalter | Gebäudesubstanz aus unterschiedliche Jahrhunderten      |    |

### T
| Bild           | Bezeichnung    | Lage                                | Datierung | Beschreibung | ID |
| -------------- | -------------- | ----------------------------------- | --------- | ------------ | -- |
| Weitere Bilder | St. Bonifatius | Lörrach, Tumringer Str. 218 (Karte) | 1865      |              |    |

### W
| Bild | Bezeichnung          | Lage                                 | Datierung | Beschreibung                                             | ID |
| ---- | -------------------- | ------------------------------------ | --------- | -------------------------------------------------------- | -- |
|      | Arbeitsgericht       | Lörrach, Weinbrennerstraße 5 (Karte) | 1731      | ursprünglich beherbergte das Bauwerk die alte Burgvogtei |    |
|      | Kriminalkommissariat | Lörrach, Weinbrennerstraße 6 (Karte) |           |                                                          | BW |
|      | Polizeirevier        | Lörrach, Weinbrennerstraße 8 (Karte) |           |                                                          |    |